# Duracell (voilier)
Duracell est un voilier monocoque de course au large mis à l'eau en août 1989, conçu par Rodger Martin et construit par Mike Plant et J.F. Galvao.  

## Historique
Pour sa première compétition, son skipper Mike Plant l'engage dans le Vendée Globe. Il est disqualifié car il reçoit assistance à l'île Campbell sinon il aurait fini 7e en 134 jours.
En fin d'année 1990, Mike repart pour le BOC Challenge qu'i termine en 4e position en 132 jours. 
Fin 1992, le bateau est vendu à John Oman, un ingénieur de Boeing. En 1994, le bateau renommé The Northwest Spirit barré par John Oman lui-même gagne la Transpac entre Los Angeles et Osaka. Fin 1994, lors de la tentative du Tour du Monde à l'envers, il percute un container et abandonne. Le bateau est ramené à Seattle, mis au sec jusqu'en 2021.
Depuis 2021, le voilier est en possession d'un américain qui le transforme en yacht habitable sous le nom Spirit of Minnesota. Il partage cette histoire sur YouTube sous le nom « The Duracell Project »,.

## Palmarès
- 1989 : 
  - Abandon dans le Vendée Globe barré par Mike Plant
- 1990 :
  - 4e du BOC Challenge barré par Mike Plant
- 1994 :
  - 1er de la Transpac barré par John Oman